# New Dark Age
New Dark Age è il secondo album del gruppo doom metal britannico Solstice, pubblicato nel 1998 dall'etichetta Misanthropy Records.

## Il disco
La registrazione delle canzoni è avvenuta con tre nuovi membri rispetto all'esordio e all'EP usciti in precedenza. Alla band si sono uniti il cantante Morris Ingram, il batterista Rick Budby e il chitarrista Hamish Glencross (accreditato con lo pseudonimo di H.H. Doublecross) che in seguito entrerà nei My Dying Bride.
Il disco mantiene lo stile delle precedenti pubblicazioni proponendo un doom metal misto all'epic metal, ma con una maggiore complessità delle composizioni.
Il CD è stato ristampato dall'etichetta Cyclone Empire nel 2007, dividendo alcune tracce e con l'aggiunta di due bonus track, entrambe cover rispettivamente degli Iron Maiden e dei Trespass.

## Tracce
Testi e musiche di Richard M. Walker, eccetto dove indicato.
1. New Dark Age/The Sleeping Tyrant – 10:45
2. Cimmerian Codex – 9:09
3. Alchemicultein – 2:58
4. Hammer of Damnation – 8:19
5. The Anguine Rose – 1:35
6. Blackthorne – 5:22 (musica: Netherwood, Ingram)
7. The Keep – 1:59 (musica: Ingram)
8. Cromlech – 10:28
9. New Dark Age II/Legion XIII – 15:25

### Versione 2007
1. New Dark Age – 2:05
2. The Sleeping Tyrant – 8:41
3. Cimmerian Codex – 9:09
4. Alchemicultein – 2:58
5. Hammer of Damnation – 8:18
6. The Anguine Rose – 1:35
7. Blackthorne – 5:22
8. The Keep – 1:59
9. Cromlech – 10:27
10. New Dark Age II – 12:50
11. Legion XIII – 2:33
12. The Prophecy (cover degli Iron Maiden) – 5:33
13. Stormchild (cover dei Trespass) – 5:15

## Formazione
- Morris Ingram - voce
- Richard M. Walker - chitarra
- Hamish Glencross - chitarra
- Lee "Chaz" Netherwood - basso
- Rick Budby - batteria